# École de la chambre syndicale de la couture parisienne
Koordinaten: 48° 52′ 6,3″ N, 2° 20′ 32,1″ O
Die École de la chambre syndicale de la couture parisienne (ECSCP, deutsch etwa Schule der Kammer der Pariser Modeindustrie) ist eine 1927 von dem Modeverband Chambre Syndicale de la Haute Couture gegründete, private Modeschule in Paris.
Die ECSCP gehört zu dem 1973 gegründeten französischen Modedachverband Fédération de la Haute Couture et de la Mode (bis 2017: Fédération Française de la Couture, du Prêt-à-porter des Couturiers et des Créateurs de Mode). Die Modeschule wird von dem 2002 ins Leben gerufenen Cercle Saint-Roch (benannt nach einer früheren Adresse der Schule), der sich aus Führungskräften der großen Pariser Modefirmen zusammensetzt, verwaltet und finanziert und gilt als führende Modeschule Europas. Geleitet wird der Cercle Saint-Roch von dem Franzosen Sidney Toledano, ehemaliger Dior-Manager und seit 2018 Chairman und CEO der LVMH Fashion Group.
Die 1868 gegründete Modekammer Chambre syndicale de la Haute Couture hatte zunächst mehrere Pariser Modeschulen finanziell unterstützt, bevor sie 1927 ihre eigene Lehranstalt für angehende Modeschöpfer ins Leben rief. Im ersten Schuljahr 1929 waren etwa 800 Studenten immatrikuliert. Standort war die Pariser Rue de la Sourdière im Quartier du Palais-Royal des 1. Arrondissements. 1945 zog die Schule in die Parallelstraße 45, Rue Saint-Roch um. Ab 1960 gab es internationale Kooperationen mit ausländischen Modeschulen. Ab 1980 wurden Kurse für Modemanager angeboten. Seit 2010 befindet sich die Schule im 2. Arrondissement von Paris, unweit des Palais Brongniart. Mit dem Institut français de la mode besteht eine strategische Partnerschaft.

## Bekannte Absolventen (Auswahl)
- André Courrèges (1923–2016), französischer Modedesigner[1]
- Karl Lagerfeld (1933–2019), deutscher Modeschöpfer, Designer, Fotograf und Kostümbildner
- Catherine Leterrier (* 1942), französische Kostümbildnerin
- Gustavo Lins (* 1961), brasilianischer Modedesigner
- Tomas Maier (* 1957), deutscher Modedesigner
- Issey Miyake (1938–2022), japanischer Modedesigner
- Yves Saint Laurent (1936–2008), französischer Modeschöpfer
- Valentino (* 1932), italienischer Modeschöpfer